# Этерингтон-Смит, Реймонд
Реймонд Брэдли Этерингтон-Смит (англ. Raymond Broadley Etherington-Smith; 11 апреля 1877, Лондон — 19 апреля 1913, Смитфилд, Лондон) — британский гребец, чемпион летних Олимпийских игр 1908 года.
На Играх 1908 года в Лондоне Этерингтон-Смит входил в первый экипаж восьмёрок Великобритании. Его команда, обыграв Венгрию, Канаду и Бельгию, стала лучшей и выиграла золотые медали.